# George Ilenikhena
George Ilenikhena (Lagos, 16 agosto 2006) è un calciatore nigeriano naturalizzato francese, attaccante del Monaco.

## Biografia
Nato in Nigeria, all'età di 3 anni si è trasferito in Francia.

## Caratteristiche tecniche
Ricopre il ruolo di punta centrale ben strutturato fisicamente, di piede mancino. Spicca per la buona tecnica palla al piede, velocità e rapidità nella conclusione in porta. Grazie alla sua esplosività: che combina una grande forza fisica a un'ottima velocità, si rivela pericoloso anche come arma a partita in corso.

## Carriera

### Club

#### Amiens
Ha giocato nelle giovanili dell'Amiens, con la cui squadra riserve nel corso della stagione 2022-2023 ha segnato 6 reti in 10 presenze nella quinta divisione francese; sempre nel 2022 è stato poi promosso in prima squadra, con cui ha esordito nella partita di Coppa di Francia del 19 novembre 2022 vinta per 10-0 contro i dilettanti dell'Aiglon. Fa invece il suo esordio nella seconda divisione francese il 10 gennaio 2023, subentrando dalla panchina nell'incontro pareggiato per 1-1 in casa contro il Guingamp. Tre giorni più tardi, il 13 gennaio, al 92' della partita giocata sul campo del Bordeaux (nella quale era ancora una volta subentrato dalla panchina) realizza la rete del definitivo 1-1, che è anche il suo primo gol in prima squadra con l'Amiens; al contempo diviene il più giovane marcatore nella storia della Ligue 2 all'età di 16 anni e 150 giorni. Nella seconda metà della stagione, pur segnando solamente un'ulteriore rete con la maglia del club bianconero, gioca con discreta regolarità, arrivando a totalizzare 17 partite di campionato giocato (3 delle quali anche partendo da titolare).

#### Anversa
Nel 2023 viene ceduto per 6 milioni di euro all'Anversa, club della prima divisione belga. Fa il suo esordio con la nuova maglia il 23 luglio 2023, subentrando dalla panchina in Supercoppa del Belgio, competizione che nell'occasione l'Anversa vince per la prima volta nella sua storia sconfiggendo per 6-5 ai calci di rigore il Malines, ed alla quale Ilenikhena contribuisce segnando proprio uno dei rigori (per la precisione quello del momentaneo 2-1). Sette giorni più tardi esordisce invece nella prima divisione belga, giocando gli ultimi dieci minuti della sfida vinta per 1-0 in casa contro il Cercle Bruges. Il 19 settembre fa il suo esordio in Champions League, giocando trenta minuti nella sfida persa per 5-0 sul campo del Barcellona; nel corso dei suoi primi mesi all'Anversa pur non partendo mai da titolare (né in campionato né in Champions League, competizione in cui gioca anche nei minuti finali delle sconfitte contro Šachtar e Porto) scende in campo con regolarità, ed il 21 ottobre 2023 realizza anche la sua prima rete con la maglia dell'Anversa, fissando il punteggio sul momentaneo 2-2 nella partita di campionato poi persa per 3-2 sul campo dello Charleroi.

#### Monaco
Il 25 luglio 2024 viene acquistato dal Monaco.

## Statistiche

### Presenze e reti nei club
Statistiche aggiornate al 23 gennaio 2025.
| Stagione        | Squadra         | Campionato      | Campionato | Campionato | Coppe nazionali | Coppe nazionali | Coppe nazionali | Coppe continentali | Coppe continentali | Coppe continentali | Altre coppe | Altre coppe | Altre coppe | Totale | Totale | Totale |
| Stagione        | Squadra         | Comp            | Pres       | Reti       | Comp            | Pres            | Reti            | Comp               | Pres               | Reti               | Comp        | Pres        | Reti        | Pres   | Reti   |        |
| --------------- | --------------- | --------------- | ---------- | ---------- | --------------- | --------------- | --------------- | ------------------ | ------------------ | ------------------ | ----------- | ----------- | ----------- | ------ | ------ | ------ |
| 2022-2023       | Amiens          | L2              | 17         | 2          | CF              | 1               | 0               |                    | -                  | -                  |             | -           | -           | 18     | 2      |        |
| 2023-2024       | Anversa         | PL              | 28+9       | 8          | CB              | 6               | 5               | UCL                | 6                  | 1                  | SB          | 1           | 0           | 50     | 14     |        |
| 2024-2025       | Monaco          | L1              | 17         | 3          | CF              | 1               | 1               | UCL                | 6                  | 2                  | SF          | 1           | 0           | 25     | 6      |        |
| Totale carriera | Totale carriera | Totale carriera | 71         | 13         |                 | 8               | 6               |                    | 12                 | 3                  |             | 2           | 0           | 93     | 22     |        |

## Palmarès

### Club

#### Competizioni nazionali
- Supercoppa del Belgio: 1

Anversa: 2023